# Зліниці
Зліниці (пол. Źlinice, нім. Zlönitz) — село в Польщі, у гміні Прушкув Опольського повіту Опольського воєводства.
Населення — 652 особи (2011).

## Демографія
Демографічна структура станом на 31 березня 2011 року:
|          | Загалом | Допрацездатний вік | Працездатний вік | Постпрацездатний вік |
| -------- | ------- | ------------------ | ---------------- | -------------------- |
| Чоловіки | 311     | 44                 | 222              | 45                   |
| Жінки    | 341     | 42                 | 217              | 82                   |
| Разом    | 652     | 86                 | 439              | 127                  |